# Epigelasma corrupta
Epigelasma corrupta är en fjärilsart som beskrevs av Claude Herbulot 1954. Epigelasma corrupta ingår i släktet Epigelasma och familjen mätare. Inga underarter finns listade i Catalogue of Life.